# Anastatus piezosterni
Anastatus piezosterni is een vliesvleugelig insect uit de familie Eupelmidae. De wetenschappelijke naam is voor het eerst geldig gepubliceerd in 1935 door Ferrière.